# Leon C. Negruzzi
Leon C. Negruzzi (Iași, 1840-Trifești, 1890) fue un escritor, jurista y político rumano.

## Biografía
Nacido en Iași en 1840, comenzó a estudiar libros en la Academia Mihăileană de su ciudad natal y en 1852 fue enviado con su hermano Iacob a Berlín, donde terminó sus estudios secundarios. En la universidad quería estudiar medicina, pero como las disecciones anatómicas le resultaban demasiado desagradables, se dedicó a la filosofía y al derecho, escuchando conferencias en Berlín y Viena, sin obtener ningún título académico.
Al regresar a Rumanía en 1864, fue nombrado juez del Tribunal de Iași y sucesivamente ascendió al Tribunal de Apelación como miembro y fiscal general. Durante el gobierno de Lascăr Catargiu (1871-1876), fue prefecto del distrito de Iași; también recibió la prefectura durante el Ministerio del Interior de Kogălniceanu en el gobierno de Ion Brătianu; luego fue elegido alcalde de Iași y senador. A partir de marzo de 1888 volvió a ejercer como prefecto. Falleció la noche del 15 al 16 de julio de 1890 en Trifești.
La actividad de Leon Negruzzi también se dirigió hacia la literatura. Impulsado por el movimiento producido en Iași a través de la sociedad Junimea y su revista Convorbiri literare, fundada el 1 de marzo de 1867 y dirigida por su hermano, Leon Negruzzi escribió varios cuentos, entre ellos Vêntul soartei, Evreica y Rĕzbunarea.